# Mihály Tompa

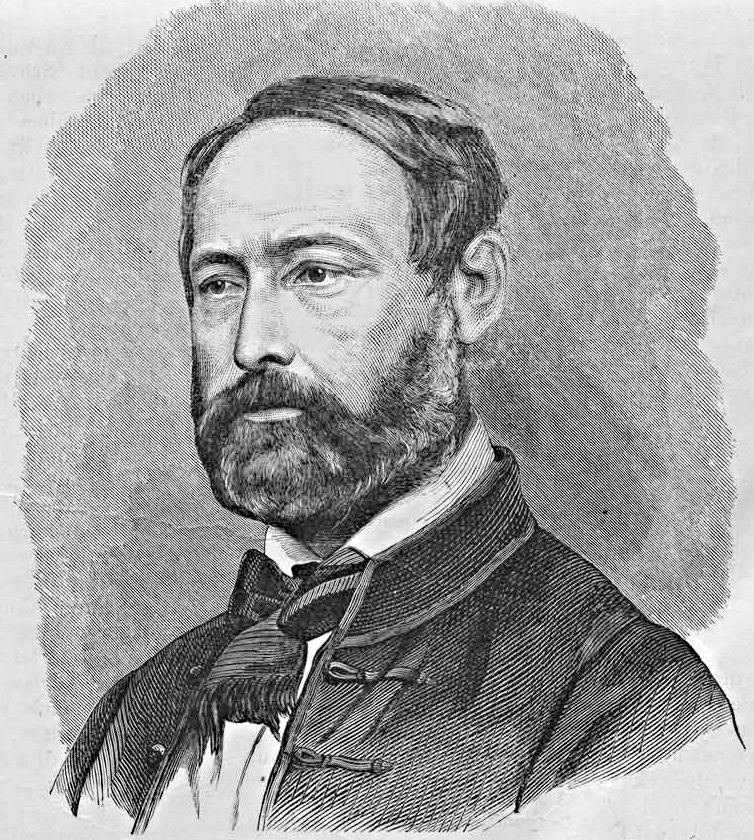
Mihály Tompa.

Mihály Tompa, född den 28 september 1817 i Rimaszombat i komitatet Gömör, död den 30 juli 1868 som reformert präst i Hanva i sin hembygd, var en ungersk skald. 
Tompa deltog som fältpräst i frihetskriget 1848-49. Han var tillsammans med Arany och Petőfi en av de tre skalder, som på folklig grund förnyade den ungerska poesin. För Tompas diktning är ädel och djup känsla, melankoli och rik fantasi, parade med självständig och folklig diktion, karakteristiska, men även humorn var honom ingalunda främmande. 
Diktsamlingar av Tompa utkom särskilt 1846-67. Episka dikter av humoristisk art är bland annat Szuhay Mátyás (1846) och A vámosújfalusi jegyző (1847). Även predikningar och andra uppbyggelseskrifter utgavs av Tompa. Hans samlade dikter utgavs första gången 1870 i 6 band.